# Max von Eberstein (General, 1830)
Max Karl Joseph Theodor Freiherr von Eberstein (* 19. Juli 1830 in Berlin; † 21. September 1889 auf Schloss Genshagen) war ein preußischer Generalmajor, Herr auf Genshagen und Ehrenritter des Johanniterordens.

## Leben

### Herkunft
Max entstammt der ursprünglich fränkischen Adelsfamilie Eberstein und war ein Sohn des preußischen Generalmajors Robert von Eberstein (1801–1882) und dessen Ehefrau Pauline, geborene von Eberty (1800–1882).

### Militärkarriere
Nach dem Besuch der Kadettenhäuser in Bensberg und Berlin wurde Eberstein am 22. April 1847 als Portepeefähnrich dem Kaiser Franz Grenadier-Regiment der Preußischen Armee überwiesen. 1848 nahm er zunächst an der Niederschlagung der Märzrevolution in Berlin teil und wurde im selben Jahr während des Krieges gegen Dänemark im Gefecht bei Schleswig durch einen Schuss in den Oberschenkel schwer verwundet. Ausgezeichnet mit dem Militär-Ehrenzeichen II. Klasse, wurde er am 13. Mai 1848 als Sekondeleutnant dem Regiment aggregiert und am 14. Dezember 1848 einrangiert. Von Mitte 1850 bis Ende Februar 1851 war Eberstein zum III. Bataillon im 3. Garde-Landwehr-Regiment nach Lissa kommandiert. Zur weiteren Ausbildung absolvierte er von Oktober 1854 bis Juli 1857 die Allgemeine Kriegsschule, stieg Mitte Januar 1858 zum Premierleutnant auf und war ab Mitte August 1858 als Kompanieführer beim II. Bataillon im 2. Garde-Landwehr-Regiment nach Koblenz kommandiert. Dort wurde er am 30. Juni 1859 zum Hauptmann befördert und am 23. Februar 1861 als Kompaniechef in das 2. Garde-Regiment zu Fuß versetzt.
Während des Krieges gegen Österreich war Eberstein vom 15. Mai bis zum 20. September 1866 zum I. Bataillon im 2. Garde-Landwehr-Regiment kommandiert und nahm an den Schlachten bei Münchengrätz sowie Königgrätz teil. Mit der Ernennung zum Chef der 5. Kompanie wurde er am 30. Oktober 1866 in das Infanterie-Regiment Nr. 74 nach Köln versetzt und am 7. Juli 1868 unter Verleihung des Charakters als Major dem Regiment aggregiert. Am 1. März 1870 erhielt Eberstein das Patent zu seinem Dienstgrad und wurde nach der Mobilmachung anlässlich des Krieges gegen Frankreich am 27. Juli 1870 zum Kommandeur des II. Bataillons ernannt. Als solcher kämpfte er bei Spichern, Colombey, Gravelotte und Bois de Vaux sowie der Belagerung von Metz. Sein Wirken wurde durch die Verleihung des Eisernen Kreuzes II. Klasse gewürdigt.
Nach dem Krieg avancierte Eberstein am 18. Januar 1875 zum Oberstleutnant. Drei Jahre später wurde er zu den Offizieren von der Armee versetzt und am 12. März 1878 zum Kommandeur des in Torgau stationierten 4. Thüringischen Infanterie-Regiments Nr. 72 ernannt. In dieser Stellung stieg er Mitte April 1878 zum Oberst auf und erhielt im September 1883 den Kronen-Orden II. Klasse. Unter Verleihung des Charakters als Generalmajor wurde Eberstein in Genehmigung seines Abschiedsgesuches am 17. Oktober 1883 mit Pension zur Disposition gestellt.
Er starb am 21. (25.) September 1889 auf seinem Gut Genshagen.
Sein Regimentskommandeur Oberst von Pannwitz schrieb am 1. Januar 1869 in seiner Beurteilung: „Ein tüchtiger Offizier, der durch reges Interesse für das Gedeihen der ganzen Genossenschaft sich auszeichnet, für die Schwächen der jüngeren Offiziere ein geübtes Auge hat und in gegebenen Fällen mit Takt und Entschiedenheit auftritt. Seine praktische Brauchbarkeit ist zweifellos.“

### Familie
Eberstein heiratete am 3. September 1854 in Heinersdorf Pauline Schulz (1830–1908), Herrin auf Genshagen, Tochter des preußischen Geheimen Justizrats Karl Ferdinand Schulz. Das Paar hatte einen Sohn:
- Leberecht[4] (1869–1955), preußischer Major d.R. im 2. Garde-Dragoner Regiment und letzter Besitzer von Genshagen ⚭ 1892 Sophie von Boetticher (* 12. Dezember 1874), Tochter von Reichsvizekanzler Karl Heinrich von Boetticher[5] und dessen Ehefrau Sophie Marie Louise geborene Berg